# Marcel-Etienne Paris
Marcel-Étienne Paris, francoski general, * 13. december 1890, † 4. marec 1966.